# Río Habesor
El río Habesor, río Gaza o Wadi Gaza es un uadi o arroyo que fluye por las zonas centrales de Israel y de la Franja de Gaza (Palestina). La corriente se inicia en el monte Boker, cerca de Sde Boker, y desemboca en el mar Mediterráneo, cerca de Deir al-Balah, al sur de la ciudad de Gaza, donde se llama uadi Gaza. El arroyo es el más grande del norte del Néguev, y junto con sus afluentes principales, los arroyos Grar y Beersheba, llega hasta Sde Boker, Yeruham, Dimona y Arad/Tel Arad.
Se encuentra canalizado y entubado en parte de su recorrido.

## Historia
En el Antiguo Testamento, Besor era un barranco o arroyo en el extremo suroeste de Judá, donde 200 de los hombres de David se quedaron atrás porque estaban desfallecidos, mientras los otros 400 perseguían a los amalequitas.
Entre 1951 y 1954, se construyó la presa de Yeruham  en uno de los afluentes del arroyo Habesor.
En octubre de 2023, como parte de la guerra entre Gaza e Israel, Israel ordenó a 1,1 millones de personas que vivían al norte del arroyo que se desplazaran hacia la mitad sur de la Franja de Gaza.